# راه‌بند (روستا)
راه‌بند (به لاتین: Rəbənd) یک منطقهٔ مسکونی در جمهوری آرتساخ است که در استان کاشاتاق واقع شده‌است.